# 白川雅陳王
白川 雅陳王（しらかわ まさのぶおう）は、江戸時代前期の日本の公卿。白川家21代当主。

## 生涯
天正20年（1592年）3月20日、高倉永孝の次男として誕生。白川顕成王の跡として、白川雅朝王の養子となる。
元和5年9月26日（1619年1月12日）、叙爵し、昇殿する。
正保元年12月29日（1645年1月26日）、除服宣下があった。
承応元年10月12日（1652年11月12日）には、前年の慶安4年正月5日（1651年2月24日）の従二位の口宣案を賜った。
寛文3年（1663年）2月16日、72歳で薨去した。法号は現光院本誉素心。

## 官歴
- 元和5年9月26日（1619年1月12日）、従五位下、侍従
- 元和7年1月5日（1621年2月26日）、従五位上
- 元和8年12月28日（1623年1月28日）、神祇伯
- 寛永3年11月23日（1627年1月10日）、正五位下
- 寛永5年1月6日（1628年2月10日）、従四位下
- 寛永6年1月11日（1629年2月4日）、左近衛少将
- 寛永8年8月11日（1631年9月7日）、従四位上
- 寛永10年12月12日（1634年1月11日）、左近衛中将へ転任
- 寛永11年1月6日（1634年2月3日）、正四位下
- 寛永14年1月5日（1637年1月30日）、従三位
- 寛永19年1月5日（1642年2月4日）、正三位
- 寛永19年3月17日（1642年4月16日）、神祇伯を長男雅喬へ譲任
- 慶安4年1月5日（1651年2月24日）、従二位

## 系譜
- 実父：高倉永孝
- 実母：三条西実枝の娘
- 養父：白川雅朝王、白川顕成王
- 妻：白川顕成王の娘[2]
  - 長男：白川雅喬王（1621年 - 1688年）
  - 次男：積善院宥雅（1625年 - 1707年）
  - 三男：品川雅直（1625年 - 1659年） - 加賀藩士品川氏祖
  - 女子：成子女王（1635年 - ?） - 後光明天皇の左褰帳女王